# Železniční tunel Križevići
Železniční tunel Križevići se nachází na trati Tuzla–Zvornik v Bosně a Hercegovině (Republice srbské). Dlouhý je 4 917 metrů (nejdelší na území Bosny a Hercegoviny). Název nese podle nedaleké vesnice.
Výstavba téměř pětikilometrového tunelu byla jedním z důvodů, proč byla výstavba samotné trati spojující města Tuzla a Zvornik několikrát přerušena. Tunel začal být budován v roce 1914, nedlouho před vypuknutím druhé světové války. Když byly v 30. letech obnoveny stavební práce, podařilo se do vypuknutí Dubnové války vyhloubit celkem již 2,5 km tunelu z Tuzlanské strany a 146 m ze strany zvornické. Dodnes se u tunelu nachází pamětní deska z roku 1940.
Po obnovení stavebních prací na trati v roce 1986 padlo rozhodnutí, že nejprve má být proražen tento železniční tunel, a teprve poté zbytek trati. Stavební práce se rozjely dne 16. dubna 1986. Právě práce na tunelu, kde se dělníci setkali s výbušným metanem, způsobily, se že původní termín otevření železničního spojení mezi Tuzlou a Zvornikem nakonec posunul z roku 1988 až na leden 1992. Rovněž musela být vybudována 135 m hluboká štola z vrcholu kopce, pod kterým tunel prochází. Výskyt metanu znamenal dále zvýšení stavebních nákladů o 15 %. Jen vybudování tohoto tunelu stálo 50 milionů USD, což představovalo zhruba polovinu sumy, která byla vyčleněna na stavbu celé trati z Tuzly do Zvornika.
Rubanina z tunelu byla využita na náspy tratě a na regulaci řeky Hoce, která se nachází nedaleko trati samotné.
Během války v Bosně a Hercegovině se objevily spekulace o využívání tunelu jako masového hrobu, nebo skladiště zbraní. V současné době je tunel v provozu, ačkoliv vyžaduje rekonstrukci.